# 鲁苏豫皖边区
鲁苏豫皖边区，是抗日战争时期国民政府军事委员会设立的一个省级战地政区。直属于国民政府军事委员会。

## 历史
为了减轻冀察、鲁苏两敌后游击战区的困难，国民政府军事委员会于1941年12月把平汉路以东、淮河以北的豫东、淮北、苏鲁边，设立一个战区，辖60个县。组建鲁苏豫皖边区党政分会，直属于国民政府军事委员会。作为鲁苏战区与冀察战区的后勤供应渠道和战略支撑点。1940年冬，党政分会从漯河西侧五里庙迁到临泉县城北五里的于老庄。与地方争权夺势，委派县长，以军令推行政令。1942年1月，为便于汤统辖指挥该区域内原隶属第一战区和冀察战区的部队，晋升汤恩伯为第一战区副司令长官。时山东、江苏两省已沦陷，而安徽、河南两省政府则与之磨擦不已。1942年春撤销党政分会，成立第一战区鲁苏豫皖边区总司令部，专管军事。鲁苏豫皖边区地理位置特殊，兼负有遏制八路军冀鲁豫军区南下陇海路进入豫皖苏水东地区、新四军第四师跨过津浦路坚持开辟路西抗日游击根据地的任务，1942年汤给蒋介石的电报，常可见“抗日剿匪”、“毙伤日敌伪匪”字样。为此，汤恩伯大量收编地方游杂部队，亦有避免人枪被八路军新四军收编之用意。这种做法，使汤部壮大，也使其军纪下滑。1942年7月，军委会指示汤恩伯向东北方向扩展，建立鲁西根据地。
1942-1943年中原大饥荒，汤恩伯之“鲁苏豫皖边区”实际控制的皖西北、豫东、豫中，首当其冲，灾情极重
1944年夏，豫湘桂会战爆发。日军发动了对皖北的进攻，企图占领阜阳，中国军队为此展开阜阳保卫战（亦称阜颍战役）。1944年4月下旬，日军第六十五师团的太田米雄所部、骑四旅团滕田所部、汪伪花其望部3个团数千人，在沿淮河的田家庵、寿县一带集结，4月24日向皖北颍上县进发，企图占领阜阳。守卫阜阳的主要是骑二军所属的骑三师，暂编十四师及一一七师。骑兵第八师也重返皖北，临时归骑二军序列。日军未能攻占阜阳，5月7日开始撤退。中国军队乘胜追击，先后收复颍上、蒙城、寿县、凤台等地。在当时豫湘桂会战国民党军一败涂地的情况下，阜阳保卫战胜利鼓舞与增强了广大军民抗战必胜的信心与决心。
豫中战役汤恩伯部溃败到陕西，汤部第19集团军和第15集团军在“平汉路以东，淮河以北，涡河以西，鄢陵、扶沟、淮阳、双沟、义门集连线以南之氾西地区”，设立“路东游击区”，下设8个分区根据地。洛阳沦陷后，此地划属第十战区，改为第十战区临泉指挥所，主任何柱国。抗战胜利后，临泉指挥所迁往徐州。

## 组织架构
- 党政分会主任委员汤恩伯、1942年1月起任鲁苏豫皖边区总司令兼第一战区副司令长官，在叶县设立副司令长官部[8]
- 党政分会副主任委员，后任副总司令沈克[9]
- 副总司令何柱国（兼骑兵第二军军长）
- 副总司令陈大庆
- 秘书长李铣
- 参谋长刘子奇、万建藩
- 秘书处驻于老庄
- 副官处驻于老庄
- 军医处驻于老庄
- 参谋处驻小王庄
- 军法处驻于寨
- 军需处驻朱楼
- 阜阳办事处
- 立煌办事处
- 山东游击干部训练班（简称鲁干班），主任为蒋介石，汤恩伯任副主任。
- 政治部（原党政处)驻孟寨
  - 《重建日报》：先前叫《重建导报》，1941年在临泉城泉河北前冢子，很短时间迁到界首刘兴镇，1942年初迁到临泉城南13公里的长官店北张寨村（现属于临泉县单桥镇）。实际负责人是副社长王凤池。铅印、单张、双版、日报。发行人李铣。山东省图书馆对该报有收藏：“创刊、停刊日期不详”。 [10]
  - “三一出版社”1942年由安徽临泉迁叶县城西寺庄街。诗人臧克家来到叶县寺庄街担任“三一出版社”副社长。
  - “三民主义青年训导团”（简称“青训团”），驻叶县任店。汤恩伯自兼主任，实由陈霖负责。
  - 鲁苏豫皖边区政治学院：1941年9月开学。1942年3月边区政治学院第二学期在临泉开学的同时，叶县城南二里原苗圃处（面积25亩）及附近民地总占地2000余亩，大规模地兴建永久性校舍的工程就开始了。汤恩伯令从三十一集团军各军的工兵营和各师的工兵连，组成集团军工垦总队参加土木建筑，工垦总队长由张陶担任。“自力更生”的办法，“建材取之于民，技术取之于军”，不向中央要一分钱，建筑工程所用的砖瓦木料是从方城、舞阳、西华、襄城、郾城、临汝、临颍、鲁山、郏县、宝丰、许昌、禹县、叶县等十三县征派，所有的木工和泥工也是由以上各县派来的，工人的工资、伙食也由各县负担。学校大门至校部（教务处）1公里为一条宽20米的大路，自校门伸入，直达校部。路两旁栽着柏树和花卉，两座礼堂夹着大路相对屹立，可容两万多人。靠礼堂的东南、西三面，建有排列整齐的教室20多个；挨近教室的门外边建有寝室18所，每所7间；校门外西南角是操场，面积约十余亩，蓝、排球场各8个，可容3000多人上操；校部北边200米处，建有飞机式大饭厅，摆有饭桌，可供4000人就餐。有10个伙房，做饭的300多人。1943年8月由安徽临泉迁叶县城南二里原苗圃处，改称“鲁苏豫皖边区学院”。院长始由汤恩伯兼任，后改由张清涟充任。该院设机械、纺织、农垦和土木工程四个系，又办地方行政训练班、新闻班、会计班、师资班等，共有学生3000人。[11]1944年4月上旬，中原战事发生后，迁往淅川县上寺、宋湾、马湾、吴湾一带。1944年10月间，因汤部溃败，经费无着，被迫结束。院本部已毕业的地方行政班、新闻班、会计班，师资班学生，分派汤部所属各军及河南未沦陷各地工作。未毕业的机械系、纺织系、农垦系，土木工程系学生，由院长分别介绍到其他大学同科系借读。中学部除对高中毕业班学生给发毕业证让其自由投考各大学外，其余高初中各班学生改编为国立战时中学，由院长张清连任校长，迁住陕西西乡县上课。院本部及中学部教授、讲师、教职员工等，愿在战中服务者均可留用。不愿在战中服务者，发给路证让他们各奔前程。
    - 中学部：1944年9月与第31集团军子弟学校（简称“三一学校”)中学部合并为“第一战区中学”（国立战时中学，简称“战中”），由边区学院院长张清连任校长，迁往陕南西乡县堰口镇。
- 鲁苏豫皖边区党政分会干训团：1941年初，在河南省漯河成立鲁苏豫皖四省边区战地工作人员训练班，主要培训所辖游击纵队的少尉到中校级军官和地方各县科员以上的干部及少数招考的学生。同年冬，随党政分会迁驻临泉县城南关，次年3月改为边区干部训练团(简称“干训团”)。民国33年秋改为第一战区临泉干训团，增设骑兵班和高级射击班。民国34年改为第十战区临泉干训团。团长由蒋介石兼，副团长由汤恩伯兼，团附是第十五集团军总司令何柱国和第十九集团总司令陈大庆兼，每期千人，共办10期。
- 鲁苏豫皖边区党政分会特种干部训练班（特训班）：1942年夏，军统局为培养特务人员筹办特训班，汤恩伯兼班主任，周麟祥任教育长。班本部驻县城东北王大湾，5个学生中队，分别驻王大湾、殷庄、史楼。共办两期，结业600人。
- 鲁苏豫皖边区党政分会党政工作总队：鲁苏豫皖边区战地党政分会对外的工作队。民国32年底从太和迁驻县城东北王大湾，次年夏为逃避日本飞机轰炸，移驻长官店西大亓庄、饶楼，后又迁回王大湾。民国34年8月，日本投降后，分成两路去开封和徐州。
- 中美临训班民国34年春，国民党当局强调对敌(日本)、伪(汉奸)、匪(诬指共产党)斗争的需要，举办中美合作所技术人员训练班临泉分班(简称“中美第十一分班”)。班本部驻县城东3公里周庄，学员、学生共4个中队600人，分别驻萧庄、阎庄、任马庄。军统局局长戴笠兼班主任，周麟祥任副班主任。该班系军统特务组织，学生学员毕业后组织别动军，进行武装活动，抗战胜利后撤销。
- 军统阜阳调查室主任武鸣轩（黄埔六期生）
- 第三十一集团军 总司令汤恩伯/陈大庆（1943年9月副总司令、1944年1月代总司令）/王仲廉（1944年夏），政治部主任李铣
  - 第十三军 军长 张雪中。豫湘桂会战失败后调贵州。
  - 第二十九军 军长陈大庆。驻界首。
  - 第八十五军 军长李楚瀛
- 第九十二军 军长李仙洲，军部驻阜阳附近。2个师在津浦路以西，涡阳、蒙城一带沿涡河南岸布防。涡河以北，既是敌占区，也是新四军第四师彭雪枫部的“路西”游击区，其根据地在津浦路以东灵壁、五河、泗县一带。
  - 第21师：师长侯镜如，1943年升任军长，副师长廖运泽升师长，奉命以主力在太和附近沿淝河南岸布防，以一个团任阜阳城防。廖运泽兼任阜阳警备司令。
  - 第142师：师长傅立平
- 骑兵第二军：军长何柱国/1943年廖运泽，副军长安俊才。1939年夏，骑二军调来界首一带，其军部驻沈丘，何柱国驻界首藏公馆。从周口至太和统属骑二军防区。
- 鲁东挺进军总指挥部
- 汜北挺进军总指挥部
- 挺进第四纵队：1942年东经汤恩伯转报蒋介石，宛西团队抽调人枪编入“鲁苏皖豫边区挺进”第四、六、七三个纵队，离宛赴漯河、周口等地参加抗日。第四纵队王金生为司令，由镇平民团编成
- 挺进第五纵队司令廖运升。辖三四九、三五〇、三五一3个团，成立不久改名为暂编第十四师，后又被改为第八纵队，驻防蒙城一带监视日军行动。

太和驻军王仲廉、倪耀祖、徐良、霍守义
- 挺进第六纵队：1942年东经汤恩伯转报蒋介石，宛西团队抽调人枪编入“鲁苏皖豫边区挺进”第四、六、七三个纵队，离宛赴漯河、周口等地参加抗日。第六纵队陈舜德任司令，辖内乡刘宗阁（裴自新的第七团）、浙川萧鸿运、邓县王乾一等团。司令官阶均为少将，由国防部长何应饮颁发任命状。进驻周家口以东，担任河防区守备任务。豫中会战毕，第六纵队奉令调驻内乡县西峡口整顿。
- 挺进第七纵队：1942年东经汤恩伯转报蒋介石，宛西团队抽调人枪编入“鲁苏皖豫边区挺进”第四、六、七三个纵队，离宛赴漯河、周口等地参加抗日。